# 乳酸銅(II)
乳酸銅(II)（Copper(II) lactate）は、化学式が Cu(C3H5O3)2 の化合物である。緑色の粉末で、温水に容易に溶け、緑色の溶液となる。その酢酸塩よりも概ね青みが強い。乳酸銅(II)は、アルカリ溶媒中でのII価銅イオンの溶解度調節に用いられてきた。この溶媒により、酸化銅(I)での電着を制御できる。